# El Papa Rebelde (2016)
El Papa Rebelde es una película documental colombiana estrenada el 20 de marzo de 2016, que relata la vida del Papa Francisco desde sus primeros años de adulto en Argentina hasta su elección como sumo pontífice el 13 de marzo de 2013.
Está protagonizada por Kepa Amuchastegui y Juan David Agudelo interpretando a Francisco adulto y joven respectivamente.
La película fue dirigida por Patrick Reams y emitida por el canal National Geographic.
Se ambienta entre los años 1955 al 2013. Como dato curioso cabe destacar que está protagonizada en su totalidad por actores colombianos.

## Sinopsis
La historia comienza en 2009 con Jorge Mario Bergoglio como Arzobispo de Buenos Aires mientras medita con un niño una pintura y ahí se desarrolla toda la película. El tiempo retrocede a 1955 con un joven Bergoglio que aspiraba ser médico y se gana la vida trabajando en un laboratorio bajo la supervisión de Esther Ballestrino. Después, Jorge le confirma a su madre Regina María Sívori, que desea realmente ser sacerdote a lo que ella no reacciona muy bien. 
Después de 14 años, en 1969, Bergoglio es ordenado sacerdote y su madre , que está allí presente, se reconcilian. Pero Bergoglio enseguida empieza a tener una inclinación hacia la jesuitas argentinos, donde al parecer en 1973 hubo una división política de la compañía jesuita entre los jesuitas que están al lado de la izquierda y los que están al lado de la derecha,donde pertenece Bergoglio. 
Por otro lado, en la izquierda sobresale el Padre Carlos Mugica, quien junto con los sacerdotes Franz Jalics y Orlando Yorio crean una iglesia en una villa o barrio marginal de Buenos Aires pero al mismo tiempo atacan a la política causando la preocupación de Bergoglio. Éste decide advertirles del peligro pero ignoran sus advertencias. 
Finalmente el 11 de mayo de 1974 Mugica es asesinado cuando salía de dar misa. Esto conmociona a la iglesia católica en Argentina. La muerte de este sacerdote no hace cesar la obra de Jalics y Yorio hasta que Bergoglio, temiendo por sus vidas, los saca de la comunidad de sacerdotes jesuitas ignorando las consecuencias, hasta que en 1976 surge el golpe de estado y comienza el régimen del terror de Jorge Rafael Videla. 
Poco después, mientras Jalics y Yorio celebran misa, son secuestrados por un escuadrón de la muerte y son sometidos a torturas. Bergoglio se entera mediante una llamada anónima y decide encarar al régimen militar, acude a hablar con el Almirante Emilio Eduardo Massera quien niega tener que ver con la desaparición de los dos sacerdotes. Pero finalmente son liberados ocho meses después, pero las consecuencias no se hacen esperar. Bergoglio se siente culpable mientras que Jalics y Yorio deciden abandonar su vida sacerdotal aunque después el primero de los mencionados regresa nuevamente. Después surge la desaparición de Esther Ballestrino, para finalmente saberse que fue asesinada junto con otras activistas. Por consiguiente, esto hace que la personalidad de Bergoglio cambie volviéndose un hombre humilde.
La historia vuelve al 2009, donde la conversación con el niño continúa, se ve a Bergoglio haciendo obras en las villas para ayudar a los jóvenes a dejar el vicio y también se le ve llevando una ida sencilla, en comparación con otros arzobispos, quienes no aguantan de tener su vehículo privado. Finalmente en Roma, el 13 de marzo de 2013 Jorge Bergoglio resulta vencedor en el cónclave tras la renuncia de Benedicto XVI y ahora como el nuevo Papa, escoge el nombre de Francisco.

## Reparto
- Kepa Amuchastegui es Papa Francisco (Jorge Mario Bergoglio)
- Juan David Agudelo es Jorge Mario Bergoglio (Joven)
- Andrés Ogilvie es Padre Franz Jalics
- Andrés Aramburo es Padre Orlando Yorio
- Juan Carlos Serrano es Padre Carlos Mugica
- Álvaro García Trujillo es  Padre Pedro Arrupe
- Camilo Jiménez es Rodolfo Eduardo Almirón
- Manuel Gómez Gutiérrez es Almirante Emilio Eduardo Massera
- Roberto Cano es Cura villero
- René Figueroa es Cardenal Giovanni Battista Re
- Rita Bendek es Regina María Sívori
- Cristina Campuzano es Alicia Oliveria
- Noëlle Schonwald es Esther Ballestrino

- Datos: Q126952958